# Porajärvi (agglomération)
Porajärvi (en carélien : Porarvi, en finnois : Uusikylä, en russe : Поросозеро, Porosozero) est une agglomération rurale et le centre de la commune rurale de Porajärvi  du raïon de Suojärvi en République de Carélie.

## Géographie
Porajärvi est situé en bordure de la Souna à 80 kilomètres au Nord de Suojärvi,.
Porajärvi est traversée par l'autoroute 86K-14.